# Salisbury (North Carolina)
Salisbury is een plaats (city) in de Amerikaanse staat North Carolina, en valt bestuurlijk gezien onder Rowan County.

## Demografie
Bij de volkstelling in 2000 werd het aantal inwoners vastgesteld op 26.462.
In 2006 is het aantal inwoners door het United States Census Bureau geschat op 28.480, een stijging van 2018 (7,6%).

## Geografie
Volgens het United States Census Bureau beslaat de plaats een oppervlakte van
46,0 km², geheel bestaande uit land. Salisbury ligt op ongeveer 231 m boven zeeniveau.

## Plaatsen in de nabije omgeving
De onderstaande figuur toont nabijgelegen plaatsen in een straal van 16 km rond Salisbury.

## Geboren in Salisbury
- Elizabeth Dole, eerste vrouwelijke senator voor North Carolina
- Mike Evans, acteur en schrijver